# Pančava (Lazníčky)
Pančava je osada, součást obce Lazníčky v okrese Přerov. Leží mezi Svrčovem a obcemi Lazníčky a Výkleky.
V roce 2004 zde žilo 16 obyvatel. Nachází se zde kamenná budova dřívějšího větrného mlýna holandského typu, postavená v roce 1863. Objekt má jeden metr široké zdi, bez nepůvodní dřevěné nástavby má výšku 9 metrů a šířku 10 metrů. Osada je plynofikovaná.
U Pančavy je autobusová zastávka Lazníčky, Pančava, spojení vede do Přerova a opačným směrem do Velkého Újezdu. Kousek od osady je také možné využít autobusovou zastávku Lazníky, Svrčov ve Svrčově.